# Journal of Zoology
Journal of Zoology est une revue scientifique mensuelle consacrée à la zoologie, fondée en 1830 par la Société zoologique de Londres et éditée par Wiley-Blackwell. Il prend, aux alentours de 1833, le nom de Proceedings of the Zoological Society of London  (ISSN 0370-2774) puis est publié de 1965 à 1984 sous le titre Journal of Zoology: Proceedings of the Zoological Society of London  (ISSN 0022-5460). Il est toujours publié.